# 西蘇格蘭大學
西蘇格蘭大學（University of the West of Scotland）是位於西南蘇格蘭的一座大學，在佩斯利、漢密爾頓、敦夫里斯和埃爾。現在的西蘇格蘭大學成立於2007年，是佩斯利大學和漢密爾頓的貝爾學院合併的結果，因此歷史可追溯至19世紀。
敦夫里斯的克賴頓校區（Crichton Campus）是與格拉斯哥大學等其他學校合作辦學的。

## 学术
西苏格兰大学在2019年泰晤士年轻大学排名（千禧年大学系列）并列全球第28名；同时，在2019年泰晤士高等教育世界现代大学排名中名列全球前150，在2019年泰晤士高等教育世界大学排名中位列全英前48。
在英国高等教育质量保证署所进行的英国高校教育质量评定中，西苏格兰大学多次位居苏格兰第一。西苏格兰大学的教育专业，无论是在卫报还是泰晤士排行榜，都位列全英第一（The Guardian University league tables 2020、Times Good University Guide 2020），土木工程专业位列全英第三（The Guardian University league tables 2020），全苏格兰第一，数理系（数学、物理、化学）居全球前200。西苏格兰商学院拥有悠久的历史，在管理、会计和金融上拥有国际性的声誉，被RAE评为苏格兰第一所五分满分学院。

## 知名校友
- 吉尔伯特·罗纳德·班布里奇（英语：Gilbert Ronald Bainbridge）
- 加文·哈斯廷斯（英语：Gavin Hastings）
- 戴维德·斯内登（英语：David Sneddon）

## 外部連結
- University of the West of Scotland
- The Students' Association of the University of the West of Scotland website （页面存档备份，存于）